# Foreign Exchange Office
Foreign eXchange Office (FXO) ist ein Fachbegriff aus dem Bereich der Telekommunikation und bezeichnet alle Geräte, die an ein Telefonsystem angeschlossen werden und sich dort wie Endgeräte verhalten, also beispielsweise Telefone, Faxgeräte oder Modems. Ein FXO-Gerät muss immer mit einem FXS-Gerät verbunden werden. Soll beispielsweise ein Telefon an einen PC angeschlossen werden, benötigt dieser eine FXS-Schnittstellenkarte.